# BND (Band)
BND war ein britisches Popduo aus Liverpool, bestehend aus Mark Saunders & Dean Begley, das Mitte der 1990er Jahre drei Charthits in Deutschland hatte.
Die 1995 erschienene Single Here I Go Again, die von Matt Aitken und Mike Stock produziert und von Mark Saunders geschrieben wurde, stieg im September des Jahres in die englischen Hitparade und belegte eine Woche Platz 76. Im Februar 1996 erreichte das Lied Platz 61 der deutschen Charts. Im November des Jahres folgte mit dem von Clive Scott produzierten No Man’s Land ein weiterer Hit auf Platz 86. Das Lied All the Places, eine Produktion von The Wild Boys aus Kaarst, erreichte die Hitparade im März 1997 und schaffte es auf Platz 83. Die letzte Single der zweiköpfigen Boygroup, Rescue Me, verfehlte eine Chartnotierung.

## Diskografie
Album
- 1997: Here We Go

Singles
- 1995: Here I Go Again
- 1996: No Man’s Land
- 1997: All the Places
- 1997: Rescue Me